# Legarda (Pologne)
Pour les articles homonymes, voir Legarda.
Legarda (prononciation : [lɛˈɡarda]) est un village polonais de la gmina de Gostynin dans le powiat de Gostynin de la voïvodie de Mazovie dans le centre-est de la Pologne.
Il se situe à environ 3 kilomètres au nord-est de Gostynin (siège du powiat) et à 105 km à l'ouest de Varsovie (capitale de la Pologne).

## Histoire
De 1975 à 1998, le village appartenait administrativement à la voïvodie de Płock.